# فيلتن
فيلتن (بالألمانية: Wilthen) هي بلدة ألمانية تقع في ساكسونيا في ألمانيا. يقدر عدد سكانها بـ 5,977 نسمة .

## المدن التوأمة
مدن ابلهايم و Lwówek Śląski هي مدن توأمة لفيلتن.